# Municipio de Pipe Creek (condado de Madison)
El municipio de Pipe Creek (en inglés, Pipe Creek Township) es un municipio del condado de Madison, Indiana, Estados Unidos. Tiene una población estimada, a mediados de 2021, de 12 077 habitantes.

## Geografía
Está ubicado en las coordenadas 40°14′36″N 85°47′58″O / 40.24333, -85.79944. Según la Oficina del Censo de los Estados Unidos, tiene una superficie total de 110.0 km², de la cual 109.9 km² corresponden a tierra firme y 0.1 km² son agua.

## Demografía
Según el censo de 2020, en ese momento había 12 125 personas residiendo en la zona. La densidad de población era de 110.3 hab./km². El 93.20% de los habitantes eran blancos, el 0.19% eran afroamericanos, el 0.23% eran amerindios, el 0.41% eran asiáticos, el 0.10% eran isleños del Pacífico, el 1.21% eran de otras razas y el 4.66% eran de una mezcla de razas. Del total de la población, el 3.34% eran hispanos o latinos de cualquier raza.